# Акустичний зворотний зв'язок
Акустичний зворотний зв'язок, або ефект Ларсена — акустичний ефект, що виникає під час повернення частини акустичної енергії зі звукової системи до тієї ж системи.
Акустичний фідбек може виникати внаслідок вібрації, якщо музичний програвач знаходиться на гучномовці. При досить високому рівні гучності вібрація від динаміків може передаватись у програвач та порушувати їхнє функціонування. В результаті може виникати перевантаження апаратури, через яке разом із музикою буде чутно низьке та гучне стороннє звучання. Щоб запобігти цього, програвач має знаходитись досить далеко від репродуктора, та бути надійно захищеним від вібрації.
Інший тип акустичного фідбеку виникає під час використання мікрофону та відкритих динаміків. Звук з акустичної системи може потрапити до мікрофона, після чого підсилиться знову та створить «замкнене коло». При досить високому рівні гучності з'явиться характерне завивання, яке буде тільки підсилюватись. Цей ефект обмежує потужність звукових систем і примушує боротись з ним за допомогою еквалізації.
Хоча частіше за все акустичний зворотній зв'язок є небажаним ефектом під час концертів, проте в сучасній музиці виконавці навчились його використовувати у своїх записах та виступах. Одним з перших в попмузиці його можна почути на пісні The Beatles «I Feel Fine», що вийшла в 1964 році. Після цього гітарний фідбек зробили частиною свого звучання Піт Таунсенд, Джимі Гендрікс, а Стівен Райх записав альбом Pendulum Music (1968) за допомогою зворотного зв'язку від мікрофонів. Надалі з різними типами фідбеку експериментували Лу Рід, Grateful Dead, Sonic Youth та інші виконавці, а продюсер Стів Альбіні зробив гітарний шум невіддільною частиною звучання таких гуртів, як Nirvana, Pixies та The Jesus Lizard.